# Eriocaulon melanolepis
Eriocaulon melanolepis är en gräsväxtart som beskrevs av Silveira. Eriocaulon melanolepis ingår i släktet Eriocaulon och familjen Eriocaulaceae. Inga underarter finns listade i Catalogue of Life.